# Haematopota saravanensis
Haematopota saravanensis är en tvåvingeart som beskrevs av Xu 1999. Haematopota saravanensis ingår i släktet Haematopota och familjen bromsar. Inga underarter finns listade i Catalogue of Life.